# Elim (Alaska)
Elim (Central Alaskan Yup’ik: Neviarcaurluq) ist eine Ortschaft in der Nome Census Area an der Südküste der Seward-Halbinsel in West-Alaska. Im Jahr 2020 betrug die Einwohnerzahl 366.
Elim liegt an der Norton Bay im Nordosten des Norton-Sunds. Die nächstgelegenen Orte sind 63 km nordöstlich Koyuk, 82 km südwestlich Shaktoolik sowie 37 km westlich die Stadt Nome. Neben dem am Ortsrand gelegenen staatlich betriebenen Flugplatz Elim Airport befindet sich der 13 km nordöstlich gelegene privat betriebene Flugplatz Moses Point Airport, zu dem eine Straße entlang der Küste führt.
92 % der Bevölkerung stammen von den Ureinwohnern Alaskas ab. 
Das Iditarod-Hundeschlittenrennen passiert auf dem Weg nach Nome die Ortschaft Elim.